# Guitar Idol (jogo eletrônico)
Guitar Idol é um jogo eletrônico músical desenvolvido pela Interama Games e públicado pela Tec Toy para a nova versão do Mega Drive, Mega Drive Guitar Idol.
O jogo possui uma jogabilidade similar a jogos como Guitar Hero e Rock Band, utilizando uma guitarra controlador de jogo que simula uma guitarra de verdade, dispondo de canções nacionais e internacionais. 

## Músicas
Há um total de 50 músicas presentes no jogo, sendo sete de bandas brasileiras e o restante de bandas estrangeiras:

### Nacionais
- Envelheço Na Cidade - Ira!
- I Saw You Saying (That You Say That You Saw) - Raimundos
- Irreversível - CPM22
- Outro Lugar - Detonautas Roque Clube
- Razões e Emoções - Nx Zero
- Regina Let’s Go! - CPM22
- Uma Música - Fresno

### Internacionais
- Ace of Spades - Motörhead
- All Day and All of The Night - The Kinks
- All Right Now - Free
- All Star - Smash Mouth
- AlltThe Small Things - Blink 182
- American Woman - The Guess Who
- California Sun - Ramones
- Carry on Wayward Son - Kansas
- Cochise - Audioslave
- Come On, Let's Go - Los Lobos
- Dammit - Blink 182
- Dream On - Aerosmith
- Dreamin' - Blondie
- Everlong - Foo Fighters
- Fall to Pieces - Velvet Revolver
- Freak on a Leash - Korn
- Gimme All Your Lovin' - ZZ Top
- Head On - The Jesus and Mary Chain
- Heaven - Los Lonely Boys
- Higher Ground - Red Hot Chili Peppers
- I Hate Everything About You - Three Days Grace
- I Love Rock 'N Roll - Joan Jett and the Blackhearts
- I Wanna Be Sedated - Ramones
- I Write Sins Not Tragedies - Panic! at the Disco
- Infected - Bad Religion
- La Bamba - Los Lobos
- Lonely Is the Night- Billy Squier
- Middle of the Road - The Pretenders
- Misirlou - Dick Dale and his Del-Tones
- Mr. Jones - Counting Crows
- No Rain - Blind Melon
- Overkill - Motörhead
- Police Truck - Dead Kennedys
- School's Out - Alice Cooper
- She Sells Sanctuary - The Cult
- Smoke On The Water - Deep Purple
- Suck My Kiss - Red Hot Chili Peppers
- The Anthem - Good Charlotte
- The One I Love - R.E.M.
- The Warrior - Scandal
- Walk This Way - Aerosmith
- What I Like About You - The Romantics
- You've Got Another Thing Comin' - Judas Priest